# Teixidor de capell bru
El teixidor de capell bru (Ploceus insignis) és un ocell de la família dels ploceids (Ploceidae).

## Hàbitat i distribució
Habita els boscos del sud-est de Nigèria, Camerun, l'illa de Bioko, República del Congo, oest d'Angola, sud-oest de la República Centreafricana, extrem est de Sudan del Sud, nord-est, est i sud-est de la República Democràtica del Congo, oest d'Uganda, Ruanda, oest i centre de Kenya i sud-oest de Tanzània.